# Frank Marino
 (février 2023).
Si vous disposez d'ouvrages ou d'articles de référence ou si vous connaissez des sites web de qualité traitant du thème abordé ici, merci de compléter l'article en donnant les références utiles à sa vérifiabilité et en les liant à la section « Notes et références ».
Francesco Antonio Marino dit Frank, (né le 20 novembre 1954) est un guitariste canadien d'origine italienne, leader du groupe de hard rock canadien Mahogany Rush.

## Biographie
Après avoir joué de la batterie depuis l'âge de cinq ans, vers l'âge de 13-14 ans, Marino a commencé à jouer de la guitare. Un mythe souvent répété est qu'il ait été visité par une apparition de Jimi Hendrix après un mauvais voyage au LSD, une histoire que Marino a toujours désavouée et il le fait encore maintenant sur son site personnel. Son jeu, cependant, est inspiré par Hendrix (sur le site Gibson, il est décrit comme "portant la torche psychédélique de Jimi"), et Marino s'est fait remarquer pour ses reprises solides des classiques d'Hendrix tels que Purple Haze et All Along the Watchtower. Il a été critiqué par certains comme un clone de Jimi Hendrix. Marino lui-même affirme qu'il n'a pas consciemment cherché à imiter le style de Hendrix: «Tout le style est venu naturellement, je ne l'ai pas choisi, c'est plutôt le contraire»[réf. nécessaire].
Mahogany Rush était extrêmement populaire dans les années 1970. Leurs enregistrements ont figuré dans Billboard, et ils ont fait de nombreuses tournées, jouant dans des lieux tels que California Jam II (1978). Vers la fin des années 1970, le groupe commence à se faire appeler "Frank Marino et Mahogany Rush". Peu de temps après, Mahogany Rush se sépare et, au début des années 1980, Marino sort deux albums solo sur CBS. Par la suite, le groupe s'est reformé et a continué de jouer tout au long des années 1980 et 1990. En 1993, Marino s'est retiré de l'industrie de la musique.
Marino est revenu en 2000: "J'ai toujours su que nous avions des fans, je ne savais pas que je trouverais un demi-million d'entre eux sur le Web", at-il déclaré dans une interview au magazine Guitar Player en 2005. Il a sorti Eye of the Storm, et est reparti en tournée, jouant plus de concerts improvisés. Frank est toujours actif[Quand ?], enregistre et tourne sous son nom. Il a également été impliqué dans des enregistrements de blues avec d'autres artistes, jouant sur des albums en hommage à Albert King et Stevie Ray Vaughan.
Marino est l'oncle de Danny Marino, guitariste du groupe de metal canadien The Agonist.

## Technique et équipement
Outre Jimi Hendrix, Marino a reconnu l'influence de John Cipollina du groupe Quicksilver Messenger Service, Robby Krieger des Doors, Duane Allman des Allman Brothers, Johnny Winter et Carlos Santana. Il joue du blues, du heavy metal et des styles d'improvisation; l'un de ses trucs les plus notables est de jouer (en direct) un "lick" comme si on le jouait à l'envers, à l'aide d'une pédale de volume seulement et d'un delay. Son style a influencé de nombreux guitaristes, dont Zakk Wylde, Joe Bonamassa, Eric Gales et Paul Gilbert. Son ton est reconnu par exemple par Guitar Player, qui l'appelait un «dieu de la guitare au spectre complet», aux côtés de Jeff Beck, Eddie Van Halen et The Edge.[réf. nécessaire]
Marino est un joueur de Gibson SG dévoué et les utilise avec les micros d'origine PAF et deux avec humbuckers DiMarzio. Il a également une SG avec des micros DiMarzio à simple bobinage. Il est noté pour les configurations compliquées; selon Guitar Player, il a "un pédalier entier... assigné à tenir les pédales d'expression qui contrôlent les paramètres des effets sur un autre pédalier."[réf. nécessaire] Dans le passé, il a construit ses propres amplificateurs pour obtenir le bon son. Il utilise également Fender Twins. Il utilise actuellement un préampli qu'il a construit lui-même, rappelant un Fender, et tout ampli de puissance disponible, à travers un baffle Fane de 2x15.[réf. nécessaire]

## Discographie

### Solo
1. The Power of Rock 'n' Roll (1981)
2. Juggernaut (1982)
3. Full Circle (1986)
4. From the Hip (1990)

### Mahogany Rush
- 1972 Maxoom (U.S. #159)[1]
- 1974 Child of the Novelty (U.S. #74)[1]
- 1975 Strange Universe (U.S. #84)[1]
- 1976 Mahogany Rush IV (U.S. #175)[1]
- 1977 World Anthem (U.S. #184)[1]
- 1978 Live (U.S. #129)[1]
- 1979 Tales of the Unexpected (U.S. #129)[1]
- 1980 What's Next (U.S. #88)[1]
- 1981 Power Of Rock 'n' Roll
- 1982 Juggernaut
- 1986 Full Circle
- 1988 Double Live
- 1990 From The Hip
- 1996 Dragonfly - The best of Frank Marino & Mahogany Rush
- 1999 Guitar Heroes Vol 4 - Frank Marino Stories of a Hero
- 2000 Eye of the Storm
- 2004 Real Live! (double CD album)
- 2005 Full Circle (Remaster Just a Minute records One Bonus Track)
- 2008 Mahogany Rush IV / World Anthem (BGO Records BGOCD793 Remaster)
- 2009 Mahogany Rush Live / Tales of the Unexpected / What's Next (BGO Records BGOCD894 Remaster)
- 2012 The Power of Rock and Roll / Juggernaut (BGO Records BGOCD1061 Remaster)

## Collaborations
- April Wine - The Whole World's Goin' Crazy (1976)
- California Jam II (6 CD set) (1978)
- Billy Workman:same (1979)
- Fit for A. King (various artists) (1980)
- V X N  (pronounced Vixen )(1985)
- Metal Giants (various artists) (1988)
- Guitar Speak II (1990)
- Hats off to Stevie Ray (various artists) (1993)
- Bryan Lee: Live at the Old Absinthe House Bar Friday Night (1997)
- Bryan Lee: Live at the Old Absinthe House Bar Saturday Night (1998)
- Best of the Guitar Slingers (various artists) (2002)
- Live and Loud (various artists) (2002)
- Rock Thunder (various artists) (2002)
- Bryan Lee: Bryan Lee's Greatest Hits (2003)
- Rockin' 70s (various artists) (2004)
- I'll Take You There du Montreal Jubilation Gospel Choir & the Jubilation Big Band  (2005)
- Revolution – A Rock and Roll Tribute to The Beatles Artistes Variés  (2005)
- Doc Rock presents Classic Rock Weekend Artistes Variés  (2006)
- Flamenco Blues Experience du Vargas Blues Band  (2008)
- Nos stars chantent le blues à Montréal – Sur Who do you love? – Jonas (2010)
- Just Gettin' Started – Sur Wild Horses – Nanette Workman  (2012)